# WebCrawler
WebCrawler és un motor de cerca i un dels motors de cerca més antics que es conserven avui al web. Durant molts anys, va funcionar com un metacercador. WebCrawler va ser el primer motor de cerca web que va proporcionar cerca de text complet.
Brian Pinkerton va començar a treballar en WebCrawler, que originalment era una aplicació d'escriptori, el 27 de gener de 1994 a la Universitat de Washington. El 15 de març de 1994 va generar una llista dels 25 llocs web principals.
WebCrawler es va llançar el 21 d'abril de 1994, amb més de 4.000 llocs web diferents a la seva base de dades i el 14 de novembre de 1994, WebCrawler va servir la seva consulta de cerca 1 milió per a "disseny i investigació d'armes nuclears".
L'1 de desembre de 1994, WebCrawler va adquirir dos patrocinadors, DealerNet i Starwave, que van proporcionar diners per mantenir WebCrawler en funcionament. A partir del 3 d'octubre de 1995, WebCrawler estava totalment compatible amb la publicitat, però va separar els anuncis dels resultats de la cerca.
L'1 de juny de 1995, America Online (AOL) va adquirir WebCrawler. Després de ser adquirit per AOL, el lloc web va presentar la seva mascota "Spidey" l'1 de setembre de 1995.
A partir de l'abril de 1996, WebCrawler també va incloure la guia d'Internet editada per humans GNN Select, que també era propietat d'AOL.
L'1 d'abril de 1997, Excite va adquirir WebCrawler d'AOL per 12,3 milions de dòlars.
WebCrawler va rebre un redisseny el 16 de juny de 1997, afegint WebCrawler Shortcuts, que suggeria enllaços alternatius a material relacionat amb un tema de cerca.
El 2018, WebCrawler es va redissenyar des de zero i es va canviar el logotip del motor de cerca.